# Evangelische Kirche Hausberge

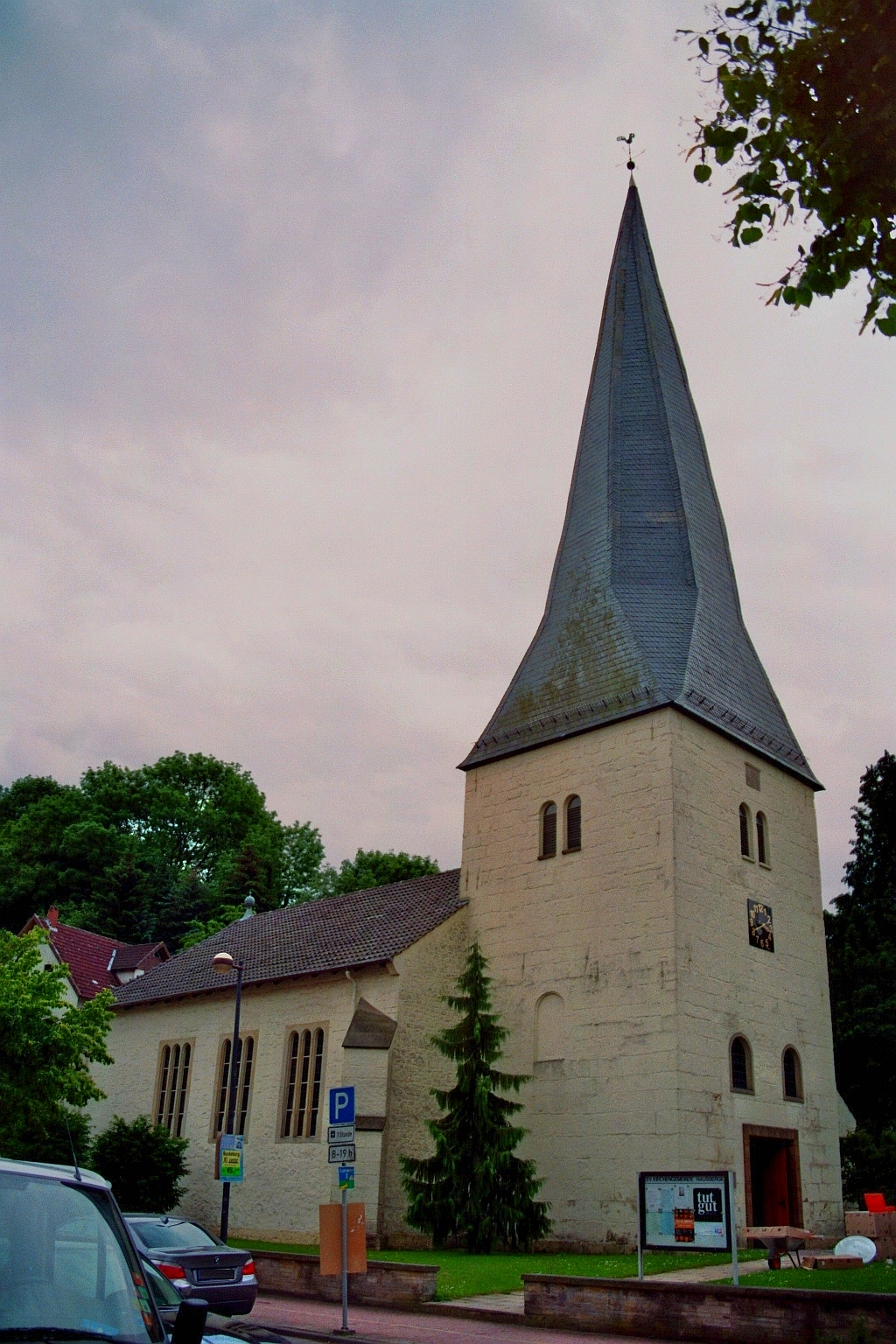
Die evangelisch-lutherische Kirche Hausberge

Die Evangelische Kirche in Hausberge, einem Stadtteil von Porta Westfalica, ist die Pfarrkirche der Evangelisch-Lutherischen Kirchengemeinde Hausberge, die dem Kirchenkreis Vlotho der Evangelischen Kirche von Westfalen angehört.
Die Renaissancekirche wurde in der ersten Hälfte des 17. Jahrhunderts erbaut, der Turm ist etwas älter.

## Baugeschichte und Architektur

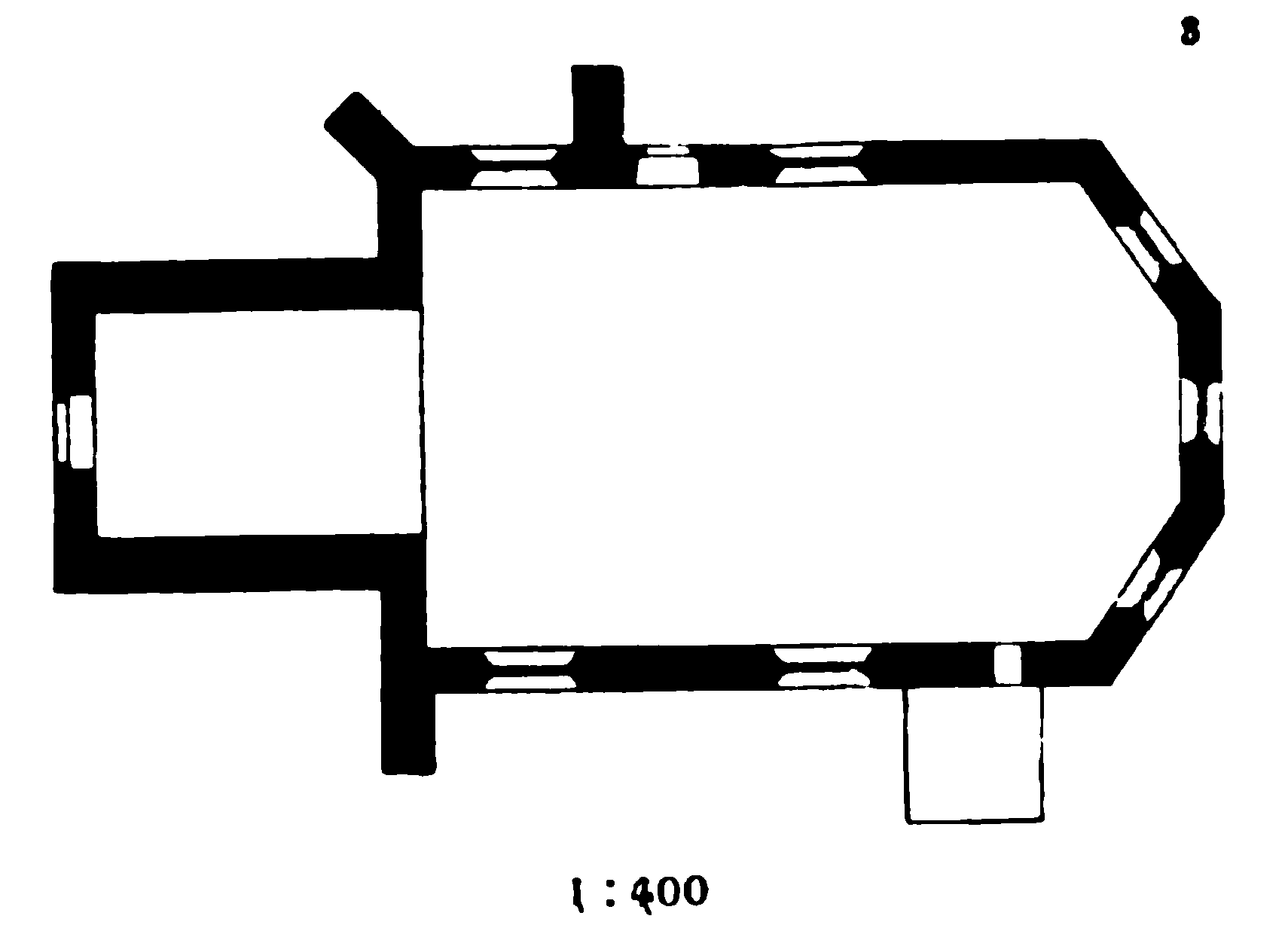
Grundriss

Das Schiff der heutigen Kirche wurde 1624 an den bereits bestehenden Westturm angebaut. Über Vorgängerbauten an dieser Stelle ist nichts bekannt. Es handelt sich um eine Saalkirche mit dreiseitigem Chorschluss. Der Turm trägt eine Bauinschrift von 1599 und ist mit Tonnengewölbe ausgestattet.
Die Fenster sind überwiegend rundbogig und teilweise mit Maßwerk verziert, am Chor spitzbogig mit Fischblasenornamenten. Der Turmhelm stammt aus dem Jahr 1888, ein Anbau auf der Südseite von 1927 ist im Zuge der grundlegenden Renovierung 1963 wieder abgerissen worden.

## Ausstattung
Zur Ausstattung gehört ein achteckiger spätgotischer Taufstein, der wahrscheinlich älter ist als die Kirche. Zwei Epitaphien aus dem 16. Jahrhundert befinden sich an der Nordwand des Chorraumes in der Nähe des Taufsteines. Der Kruzifixus gehört vermutlich zur Erstausstattung der Kirche (nach 1624).